# Parintins
Parintins város Brazíliában, Amazonas államban. Lakosainak száma 96 372 fő (2022). Parintins Aveiro, Barreirinha, Juruti, Nhamundá, Urucará és Urucurituba községekkel határos.

## Népesség
A település népességének változása:
| Lakosok száma | 90 150 | 102 033 | 111 575 | 115 363 | 116 439 | 96 372 |
|               | 2000   | 2010    | 2015    | 2020    | 2021    | 2022   |